# 新潮 (中國雜誌)
《新潮》，英文名The Renaissance，中華民國大陸時期雜誌，創刊於1919年1月1日，由北京大學學生組織新潮社出版發行。到1921年停刊，共出版12期。《新潮》與北京大学教授陈独秀編輯的《新青年》杂志，同属于新文化运动的一部分。《新潮》獲北大教授胡適贊助，但被另一些北大學者創辦的《國故》批評。“新潮”二字，則由北大校长蔡元培题写。

## 編輯
《新潮》的始創成員有傅斯年、羅家倫、顧頡剛、俞平伯、葉紹鈞、毛子水。第一期主編是傅斯年和羅家倫，傅斯年撰寫〈發刊旨趣書〉，羅家倫發表署名社論加以補充。1920年後期，周作人出任總編。

## 宗旨
新潮社希望出版一份代表學生的新刊物，與《新青年》雜誌爭競。政治態度上，《新潮》強調個人主義。學術上，《新潮》主張，知識份子有責任發現當代中國社會的需要，加以推動，並要了解歷史的潮流，透過國學研究，以探求現代中國及現代思潮應取的方向。

## 內容
《新潮》偏重于思想、文学方面，介绍一些外国文学。《新潮》以白话文推进文学革命，探讨道德与人生观，提倡妇女解放，批判大家庭制度，促进教育，改善教育质素等。